# اکراس شانه‌سفید
اکراس شانه‌سفید (نام علمی: Pseudibis davisoni) نام یک گونه از سرده اکراس‌نما است.